# Лампа Альхазреда
«Лампа Альхазреда» (англ. The Lamp of Alhazred) — рассказ американского писателя Говарда Филлипса Лавкрафта, который после его смерти дописал Август Дерлет. Вошёл в сборник «Единственный наследник», издательства «Arkham House», выпущенный тиражом в 2096 экземпляров в 1957 году. Произведение написано в автобиографическом стиле.

## Сюжет
Уорд Филлипс (Лавкрафт) получил в собственность дом от Уиппла Филлипса, через 7 лет после его исчезновения. Среди имущества была Лампа Альхазреда, изготовленная мастерами легендарного племени Ад. Дед называл лампу своим «самым бесценным сокровищем». Филлипс работал вечерами при свете лампы в своей библиотеке и писал рассказы для журналов.
Иногда Филлипс шел на берег реки Сиконк или забирался на холм Нентаконхонт, а иногда гулял по тропе, шедшей на северо-запад от Плейнфилд Пайк и огибавшей западное подножье Нентаконхонта. Подобно первым колонистам, он наслаждался видами старинной сельской Новой Англии. Перед заходом солнца любил взбирался на холм по крутой дороге, проходившей вдоль опушки старого леса. Войдя в лес, он видел закат сквозь деревья, и шёл на восток, чтобы прийти на склон холма, обращённый к городу. Путь через плато был извилист и иногда выходил на заросший лесом склон, откуда к равнине спускались тёмные долины, а огромные валуны на холмах создавали образ чего-то призрачного и колдовского. Вернувшись домой, и быстро покончив со своим скромным ужином, он шёл в кабинет и зажигал лампу. Он всегда находил время ответить своим корреспондентам, подробно обрисовав им свои «сны».
Так прошло 16 лет. Здоровье Филлипса сильно пошатнулось. Он был смертельно болен и знал, что годы его сочтены, и он вновь хотел увидеть прекрасные и ужасные миры в сиянии лампы Альхазреда. Однажды вокруг него вспыхнули солнечные лучи лампы. Сбросив оковы лет, он легко побежал по берегу Сиконка туда, где его поджидали воспоминания детства. Филлипс бесследно исчез. Спустя годы дом был отдан под снос, а библиотеку и лампу продали с торгов. В технологическом мире, пришедшем на смену воображаемым мирам Филлипса, где никто не мог извлечь из нее никакой пользы.

## Герой
Уорд Филлипс — Лавкрафт самолично. Он писатель историй для бульварных журналов. На момент рассказа ему исполнилось 30 лет. Он получил в наследство дом деда, — Уиппла Филлипса. Долговяз, худощав, носил очки и по слабости организма представлял собой легкую добычу для простуд, а однажды, уже в зрелом возрасте, к своему великому смущению, даже заболел корью. Жил в основном прошлым, считал, что лучший способ победить чувство времени — хранить верность дорогим с детских лет местам, не изменившим своего тогдашнего облика.

## Вдохновение
«Лампа Альхазреда» — это рассказ Августа Дерлета, который перефразировал фрагмент о походе на холм Нейтаконканут из последнего и незаконченного письма Лавкрафта (Избранные письма 5.930). Это одна из спорных «посмертных совместных работ» между Лавкрафтом и Дерлетом, которая является обычным рассказом, написанным самим Дерлетом.

## «Страна Лавкрафта»
Август Дерлет объединяет Ирем, город Столбов с Безымянным городом.
Давным-давно лампу обнаружили в заброшенном городе Ирем, Городе Столбов, возведённом Шедадом, последним из деспотов Ада. Некоторые знают его как Безымянный город, находившийся где-то в районе Хадрамаута. Другие же считают, что он был погребен вечно движущимися песками аравийских пустынь, и, невидимый обычным глазом, иногда случайно открывается взору избранных людей — любимцев Пророка.
Филлипс зажигал лампу и видел сказочные города: 
Он увидел необычайной красоты здание на окутанном морскими туманами крутом мысе, напоминавшем мыс в окрестностях Глостера, и назвал его «загадочным домом на туманном утесе». Он увидел старинный город с двускатными крышами, по которому протекала темная река, город, похожий на Салем, но более таинственный и жуткий, и назвал его Аркхэмом, а реку — Мискатоником. Он увидел окутанный тьмой прибрежный город Иннсмут, а подле него — Риф Дьявола, узрел глубокие воды Р’льех, где покоится мёртвый бог Ктулху. Он смотрел на продуваемое ветрами плато Ленг и на тёмные острова южных морей — таинственные острова грез, и на пейзажи других мест. Он видел далекие космические миры и уровни бытия, существовавшие в других временных слоях, которые были старше самой Земли, и откуда следы Древнейших вели к Хали, в начало всех начал и даже дальше.